# Mont-de-l'Enclus
Mont-de-l'Enclus (neerlandeză Kluisberg) este o comună francofonă din regiunea Valonia din Belgia. La 1 ianuarie 2008 avea o populație totală de 3.429 locuitori. 

## Geografie
Comuna actuală Mont-de-l'Enclus a fost formată în urma unei reorganizări teritoriale în anul 1977, prin înglobarea într-o singură entitate a patru comune învecinate. Suprafața totală a comunei este de 26,93 km². Comuna este subdivizată în secțiuni, ce corespund aproximativ cu fostele comune de dinainte de 1977. Acestea sunt:
| - I. Orroir - II. Amougies - III. Russeignies - IV. Anserœul |

Localitățile limitrofe sunt:
| - Comuna Frasnes-lez-Anvaing: - a. Wattripont - b. Arc-Ainières - Comuna Celles: - c. Velaines - d. Celles - e. Escanaffles - Comuna Avelgem - f. Avelgem - Comuna Kluisbergen - g. Ruien - h. Kwaremont - Comuna Renaix - i. Renaix |